# Ménestreau-en-Villette
Ménestreau-en-Villette ist eine französische Gemeinde mit 1.385 Einwohnern (Stand: 1. Januar 2022) im Département Loiret in der Region Centre-Val de Loire. Sie gehört zum Arrondissement Orléans und zum Kanton La Ferté-Saint-Aubin. Die Einwohner werden Ménestréens genannt.

## Geographie
Ménestreau-en-Villette liegt etwa 23 Kilometer südsüdöstlich von Orléans. Durch die Gemeinde fließt die Canne. Umgeben wird Ménestreau-en-Villette von den Nachbargemeinden Marcilly-en-Villette im Norden, Vienne-en-Val im Nordosten, Sennely im Osten, Vouzon im Süden sowie La Ferté-Saint-Aubin im Westen.

## Bevölkerungsentwicklung
| Jahr                       | 1962 | 1968 | 1975 | 1982 | 1990 | 1999 | 2008 | 2018 |
| Einwohner                  | 790  | 665  | 659  | 1214 | 1296 | 1384 | 1464 | 1446 |
| Quellen: Cassini und INSEE |      |      |      |      |      |      |      |      |

## Sehenswürdigkeiten
- Kirche Notre-Dame

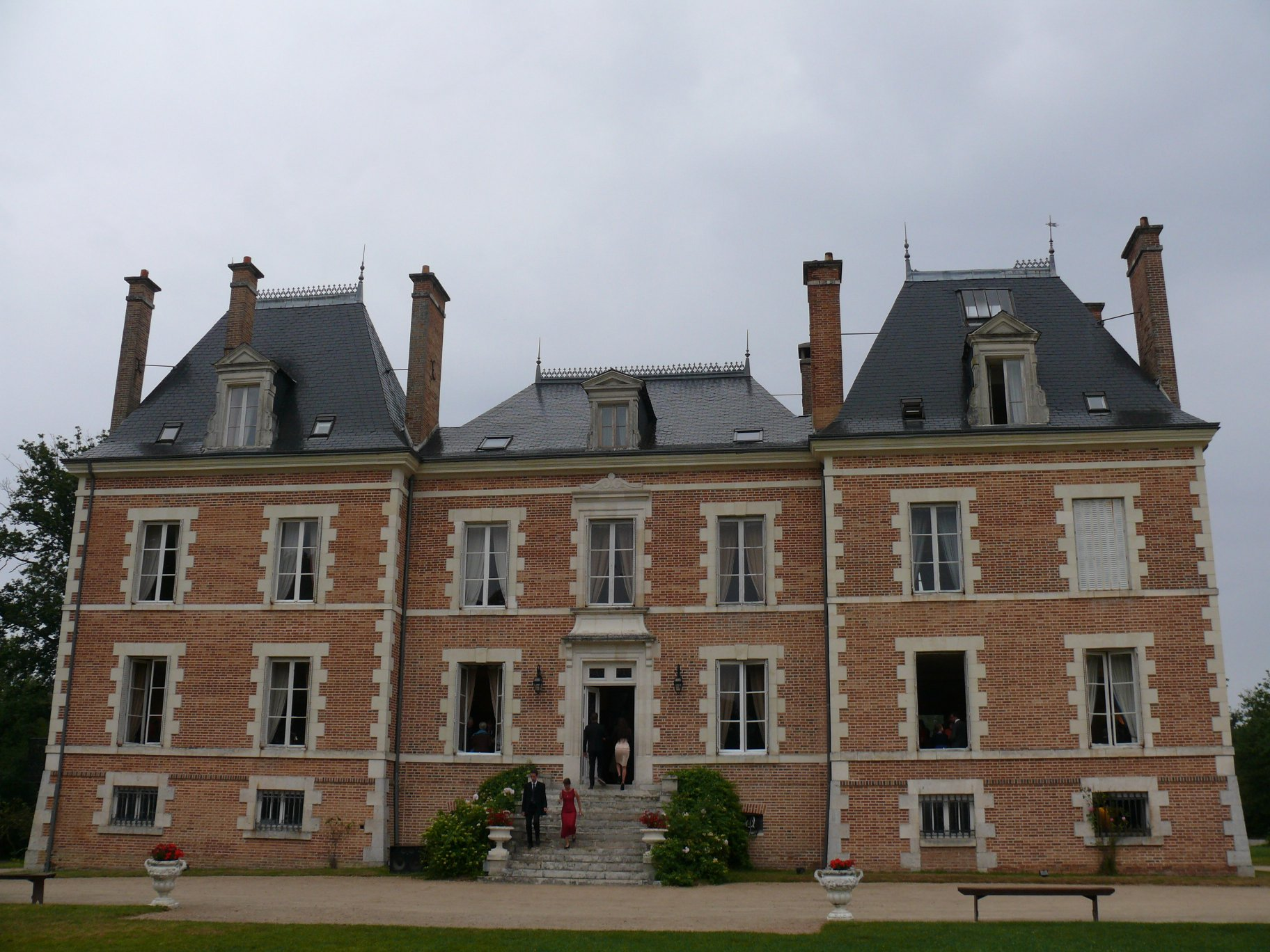
Schloss Villette
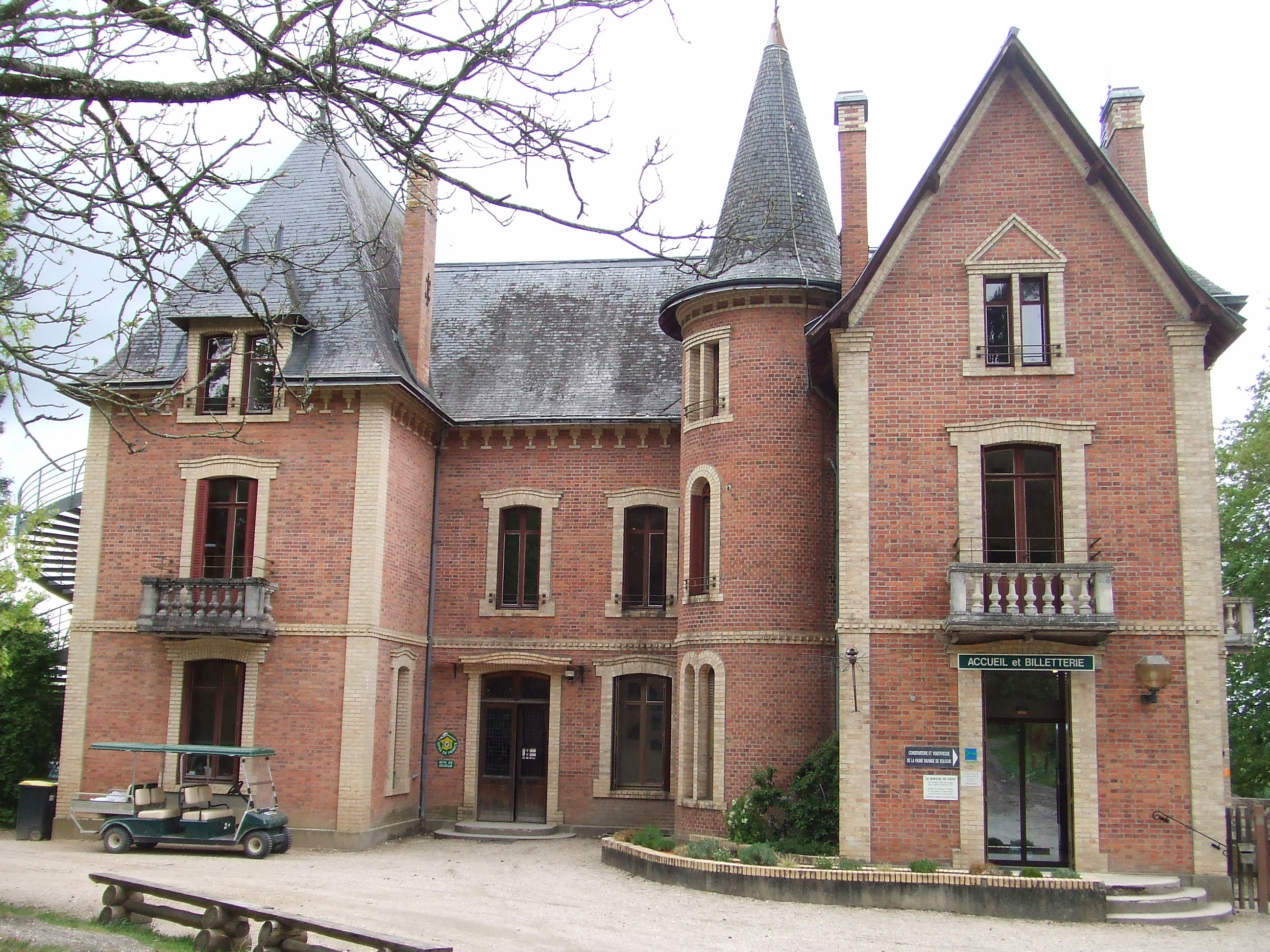
Domäne Le Ciran
- Herrenhaus Les Grands Bois

- Schloss Villette
- Domäne Le Ciran

## Gemeindepartnerschaft
Mit der ungarischen Gemeinde Vasad im Komitat Pest besteht eine Partnerschaft.